# 是否哥
是否哥一詞出於2011年6月20日晚間，當天台中一名民眾，晚上十點多到麥當勞買辣味炸雞腿，由於店家的辣味雞腿要退冰再油炸，需要等候一個小時。
該名消費者因為無法接受，拍下影片放上網，請網友評評理。
又因為該名消費者在跟店員爭辯的時候，重複的詢問『是否』，因此被網友取名為『是否哥』。